# Зимовская Паника
Зимо́вская Пани́ка — хутор во Фроловском районе Волгоградской области России. Входит в Краснолиповское сельское поселение. Население 0 чел. (2010) .

## География
Хутор находится на юге Фроловского района, в 4 км западнее хутора Красные Липки.

## Население
| 2010 |
| ---- |
| 0    |

## Инфраструктура
К хутору проведено электричество.

## Транспорт
дороги грунтовые